# Dilophus dorsalis
Dilophus dorsalis är en tvåvingeart som först beskrevs av Philippi 1865.  Dilophus dorsalis ingår i släktet Dilophus och familjen hårmyggor. Inga underarter finns listade i Catalogue of Life.